# Charisella
Charisella is een geslacht van zeeanemonen uit de klasse van de Anthozoa (bloemdieren).

## Soort
- Charisella elongata Carlgren, 1950